# Розлуцький Ігор Васильович
І́гор Васи́льович Розлу́цький (25 квітня 1991 — 19 листопада 2014) — старший солдат Збройних сил України.

## Життєвий шлях
Виростав з молодшими братами Степаном та Василем. Закнчив 8 класів ужгородської ЗОШ № 8, у профтехучилищі здобув спеціальність автослюсаря. Коли йому було 13 років, батько полишив родину, дітьми опікувалася мама Дарія Павлівна. Ігор працював в охороні, на автомийці, останнім часом — вантажником у мережі магазинів «Сільпо». Однак мріяв стати військовиком, у травні 2013 року Ігоря забрали на строкову службу до військових частин, згодом в Ужгород у медичну роту. У вересні 2013 року підписав контракт на 3 роки.
24 липня 2014-го вирушив у зону бойових дій, водій-санітар, 128-ма окрема гірсько-піхотна бригада.
Ніс службу на блокпосту під Станицею Луганською. 19 листопада 2014-го загинув під час виконання бойового завдання в районі Станиці. Тоді ж загинув старший солдат Руслан Семчище. В довідці про загибель причиною смерті вказане травматичне руйнування голови танком Т-64.
Похований у місті Ужгород, кладовище «Кальварія», пагорб Слави.

## Нагороди та вшанування
- Указом Президента України № 282/2015 від 23 травня 2015 року, «за особисту мужність і високий професіоналізм, виявлені у захисті державного суверенітету та територіальної цілісності України, вірність військовій присязі», нагороджений орденом «За мужність» III ступеня (посмертно)
- Нагороджений відзнакою Президента України «За участь в антитерористичній операції» (посмертно)
- Почесний громадянин Ужгорода (посмертно)